# Dysgonia insignifica
Dysgonia insignifica  là một loài bướm đêm thuộc họ Erebidae. Nó được tìm thấy ở New Guinea.